# Earth Girl Arjuna
Pour les articles homonymes, voir Arjuna (homonymie).
Earth Girl Arjuna (地球少女アルジュナ, Chikyū Shōjo Arjuna) est un anime de treize épisodes créé par Shôji Kawamori. Il est paru sur TV Tokyo du 9 janvier au 27 mars 2001. La chaîne consacrée à l'anime Animax l'a par la suite rediffusé.
La bande sonore est de Yōko Kanno et Maaya Sakamoto.
En France, la série est distribuée par Dybex. Le premier épisode de la série a été diffusé à la télévision, en version originale sous-titrée : sur MCM en 2004 et sur W9 en 2006. La série fut diffusée sur la chaîne Nolife, en juin 2007 dans son intégralité en version originale sous-titrée.

## Synopsis
L'histoire se déroule à Kōbe. Juna, une lycéenne comme les autres, et son ami Tokio décident d'aller voir la mer du Japon. Au cours du trajet à moto, Juna meurt dans un terrible accident. Alors qu'elle s'élève vers l'au-delà, elle a une vision de la Terre dévorée par d'énormes vers rouges. Soudain, elle entend un étrange garçon télépathe, Chris, qui lui explique que ces monstres sont des Rajaa, les maux de la Terre, et que sa vision se réalisera si personne n'y prend garde. Il lui propose alors de la ressusciter à condition qu'elle devienne l’avatar du temps, une entité vivante qui ne fait qu'une avec la Terre et capable de prévenir les attaques des Rajaa. Juna va commencer à comprendre ce que la Terre ressent et va se faire une toute nouvelle idée de la société actuelle.

## Thèmes
L'histoire semble inspirée du Bhagavad-Gîtâ et de l'hindouisme en général. Le personnage principal se nomme d'ailleurs Arjuna et un des seconds rôles, Chris, serait inspiré de Krishna.

## Fiche technique
- Année : 2001
- Réalisation : Shôji Kawamori
- Character design : Takahiro Kishida
- Musique : Yōko Kanno
- Auteur original : Shoji Kawamori
- Licencié en France par : Dybex
- Nombre d'épisodes : 13

## Doublage
- Mami Higashiyama : Juna Ariyoshi / Arjuna
- Mayumi Shintani : Cindy Klein
- Tomokazu Seki : Tokio Oshima
- Yoko Soumi : Teresa Wong
- Yuji Ueda : Chris Hawken

## Liste des épisodes
| No   | Titre français         | Titre japonais | Titre japonais      | Date de 1re diffusion |
| No   | Titre français         | Kanji          | Rōmaji              | Date de 1re diffusion |
| ---- | ---------------------- | -------------- | ------------------- | --------------------- |
| 01   | La goutte du temps     | 時のしずく     | Toki no shizuku     | 9 janvier 2001        |
| 02   | Lumière bleue          | 青い光         | Aoi hikari          | 16 janvier 2001       |
| 03   | Les larmes de la forêt | 森の涙         | Mori no namida      | 23 janvier 2001       |
| 04   | Transmigration         | 転生輪廻       | Tensei rinne        | 30 janvier 2001       |
| 05   | Petites voix           | 小さきものの声 | Chisaki mono no koe | 6 février 2001        |
| 06   | Le Premier             | はじめの一人   | Hajime no hitori    | 13 février 2001       |
| 07   | Les mots invisibles    | 見えない言葉   | Mienai kotoba       | 20 février 2001       |
| 08   | Une pluie lointaine    | とおい雨       | Toi ame             | 27 février 2001       |
| 08.5 | Avant la naissance     | 生れる前から   | Umareru mae kara    | 25 octobre 2001       |
| 09   | Mélange génétique      | ゆらぐ遺伝子   | Yuragu idenshi      | 6 mars 2001           |
| 10   | Le point de non-retour | かえらざる日   | Kaerazaru hi        | 13 mars 2001          |
| 11   | Une nation détruite    | 国ほろびて     | Kuni horobite       | 20 mars 2001          |
| 12   | Ici et maintenant      | 今             | Ima                 | 27 mars 2001          |